# Gorno Tateši
Gorno Tateši (mazedonisch Горно Татеши; albanisch definit Tateshi i Epërm oder Tateshi i Sipërm, indefinit Tatesh i Epërm oder Tatesh i Sipërm) ist ein Haufendorf im zentralen Teil der Gemeinde Struga in der Region Südwesten der Republik Nordmazedonien.

## Geographie
Gorno Tateši („Ober-Tateši“) befindet sich 13 Kilometer nördlich der Gemeindehauptstadt Struga und liegt westlich vom Zwillingsdorf Dolno Tateši („Unter-Tateši“), mit dessen Siedlungsgebiet es durch rege Bautätigkeiten in den letzten Jahrzehnten zusammengewachsen ist. Im Norden liegt das verlassene Toska, im Südosten Novo Selo, im Süden Ložani, im Südwesten Dobovjani und im Nordwesten Tašmaruništa.
Es ist das nördlichste Dorf im Becken von Struga und liegt an einem sanften Hang am Übergang zum Karaorman-Gebirge. Nordwestlich von Gorno Tateši erhebt sich dieses auf bis zu 1320 m. i. J., während die Höhe im Dorfzentrum selbst 731 m. i. J. beträgt.
Durch Gorno Tateši fließen einzelne kleinere Rinnsale, die ihre Quellen im nördlichen Gebirge haben. Sie alle münden nach einigen Kilometern südwestlicher Fließrichtung in den Schwarzen Drin.
Das Klima liegt wie in der ganzen Region im kontinental-mediterranen Übergangsgebiet.

## Bevölkerung
Der Ort hat 619 Einwohner (Stand 2021). Fast alle Bewohner gehören der albanischen Minderheit an und sprechen einen südgegischen Dialekt. Sie bekennen sich fast ausschließlich zum Islam hanafitischer Rechtsschule, wenngleich der bektaschitische Einfluss nicht zu unterschätzen ist, jedoch in den letzten Jahrzehnten merklich abgenommen hat. Unbedeutend ist hingegen der Salafismus. Ein Großteil der während des sozialistischen Jugoslawiens aufgewachsenen Muslime ist außerdem säkular geprägt. Der Atheismus spielt ebenso eine unbedeutende Rolle.
Über zwei Drittel der Bevölkerung lebt im Ausland.
Die nachfolgende Tabelle zeigt die demographische Entwicklung seit dem Zweiten Weltkrieg.
| Jahr      | 1948 | 1953 | 1961 | 1971 | 1981 | 1994 | 2002 | 2021 |
| --------- | ---- | ---- | ---- | ---- | ---- | ---- | ---- | ---- |
| Einwohner | 517  | 584  | 633  | 719  | 807  | 869  | 1148 | 619  |

## Geschichte
Bis zu deren Fusion mit der Gemeinde Struga im Jahr 2004 gehörte Gorno Tateši zur Gemeinde Velešta.

## Bildung und Kultur
In Gorno Tateši steht die Grundschule „Orhan Xhemaili“, in der die Kinder in mehrstufigen Klassen die 1. bis 8. Klasse besuchen. Ab der 5. Klasse besuchen auch die Kinder von Dolno Tateši diese Schule. Es gibt zudem einen Elternrat.
Im Dorfzentrum steht die Dorfmoschee, die vom Mufti in Struga verwaltet wird und über zwei Minarette verfügt.
Der Dorfverein und der Jugendverein „Rinia“ organisieren verschiedene Aktivitäten; Letzterer leitet zudem einen Fußballclub. Außerdem gibt es einen humanitären Verein in der Schweiz, der von Auswanderern gegründet wurde und arme Dorfbewohner sowie die Dorfinfrastruktur mit Spenden unterstützt.

## Verkehr
Gorno Tateši liegt an der Straße, die Dolno Tateši mit Dobovjani (und weiter mit Velešta) verbindet. Durch Dolno Tateši verläuft zudem die Gemeindestraße P2243, welche die Gemeindehauptstadt Struga mit dem nördlichen Gemeindeteil verbindet.